# Гигиея

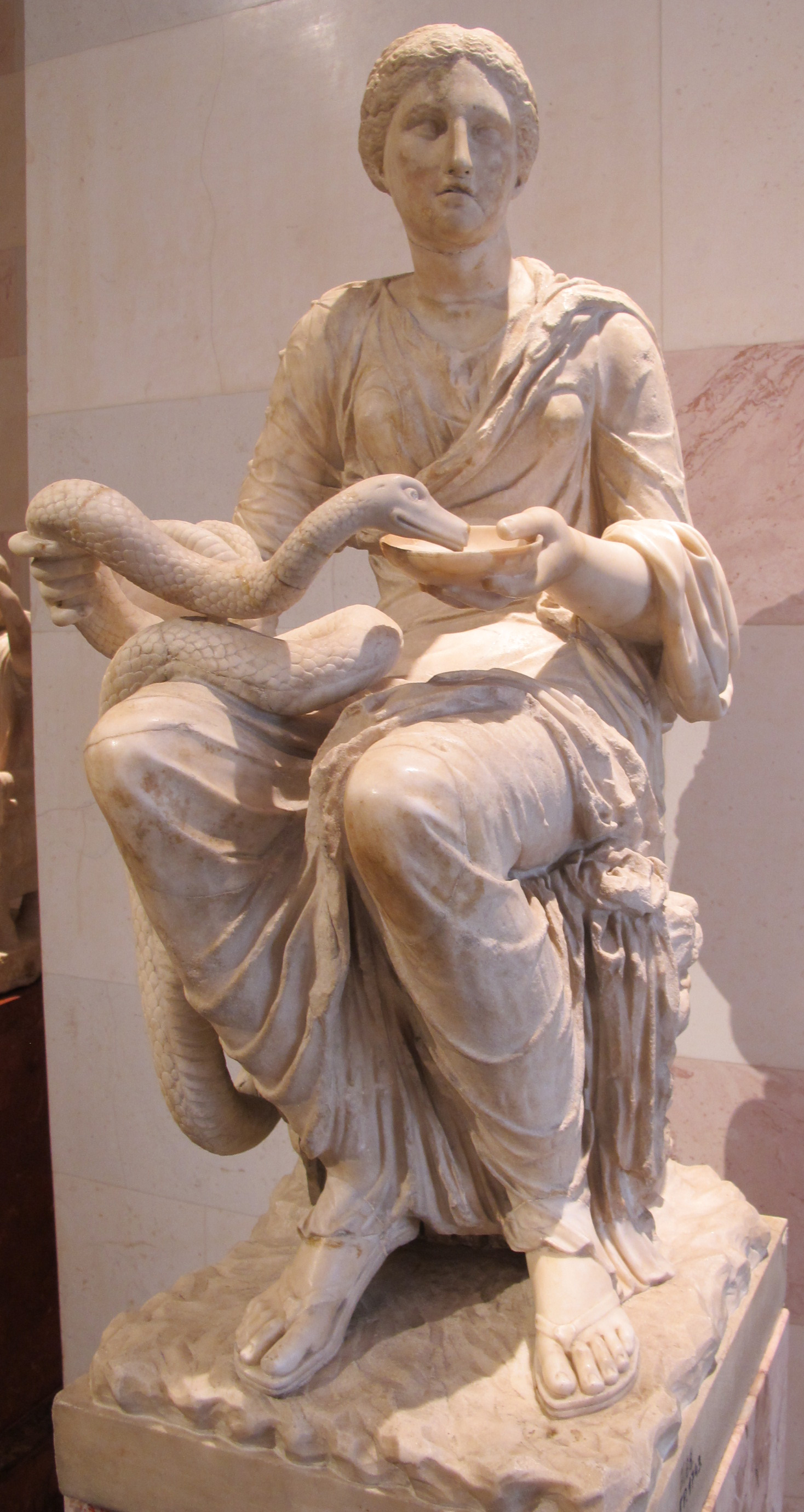
Древнеримская статуя Гигиеи

Гигие́я (Гигея, Гигия, др.-греч. Ὑγιεία, Ὑγεία) в греческой мифологии — богиня здоровья, дочь Асклепия и Эпионы либо Афины.
Братья Гигиеи — Махаон и Подалирий, сёстры — Панакея и Иасо.
По орфикам, Гигиея — супруга Асклепия. Они различают две Гигиеи, причём старшая — дочь Эрота и Пейфо.
Культ Гигиеи существовал в Оропе, статуя в Мегарах. Ей посвящён LXVIII орфический гимн.
Гигиею изображали в виде молодой женщины, кормящей змею из чаши.
Эти атрибуты (чаша и змея) составили современный символ медицины (сосуд Гигеи).
Именно Гигиея дала название медицинской дисциплине гигиене, изучающий влияние жизни и труда на здоровье человека.
В честь Гигиеи назван астероид Гигея.
С Гигиеей отождествлялась римская богиня Салута.